# Камонди, Золтан
Зо́лтан Ка́монди (венг. Kamondi Zoltán; 6 апреля 1960, Будапешт — 17 марта 2016) — венгерский режиссёр театра и кино, сценарист, актёр, продюсер.

## Биография
Окончил факультет искусств Будапештского университета, затем — Академию театра и кино в Будапеште (1988). Во время учёбы снял короткометражный фильм Кики и мужчины (1985). Был корреспондентом японского и французского телевидения, а также радио Свободная Европа во время революции в Румынии. В 1991 снял первую полнометражную ленту «Пути смерти и ангелы», которая участвовала в программе Особый взгляд в Канне. В 1992 начал работать как театральный режиссёр, основал экспериментальную театральную мастерскую в Пече, затем — в Мишкольце, завоевал несколько театральных премий. Снимал видеофильмы и документальные ленты. Участвовал как актер в собственных фильмах и в работах коллег-режиссёров (Иштван Сабо, Карой Макк, Бела Тарр).
Продюсировал фильм Пейтера Спарроу (Золтана Вередеша) 1 по роману Станислава Лема (2009), завоевавший множество национальных и международных премий (см.:  Архивная копия от 21 октября 2010 на Wayback Machine).

## Фильмография (режиссёр)
- 1991: Пути смерти и ангелы/ Halalutak es angyalok
- 1999: Алхимик и дева/Az alkimista es a szuz (премия на МКФ фантастического кино в Манчестере)
- 2002: Искушения/Kisertesek (номинация на Золотого медведя Берлинале, премия кинокритиков Венгрии, премия за режиссуру на Неделе венгерского кино)
- 2007: Долина/ Dolina (по роману и сценарию Адама Бодора; номинация на Хрустальный глобус МКФ в Карловых Варах)

## Признание
Премия Белы Балажа (2003).